# Tudanca
La tudanca est une race bovine de la région espagnole de Cantabrie.

## Origine
Elle est originaire des Monts Cantabriques. Elle a longtemps fourni des bœufs de travail. Ils tractaient des chariots par la route jusqu'au port de Santander. Là, ils remontaient d'autres produits ou étaient abattus pour alimenter la ville et les marins. Son heure de gloire a duré jusqu'au milieu du XXe siècle avant d'être petit à petit remplacée par des races plus productives, laitières notamment. Aujourd'hui, les effectifs sont faibles mais stables. (10 000 animaux dont 4 000 inscrits au livre généalogique) Les troupeaux ont trouvé refuge dans les zones montagneuses où l'amour de leurs éleveurs fortement incités par une politique de préservation de la race, et leur adaptation au milieu naturel, les préservent d'un élevage et d'une sélection plus intensive.
Son nom est celui d'un village de Cantabrie, situé sur le versant nord du Pico Tres Mares, dans le canton de Polaciones.

## Morphologie
Elle porte une robe sombre, brune ou grise, plus foncée, presque noire chez le taureau. Le mufle et les yeux sont noirs, mais auréolés d'un cercle blanc. Les cornes sont longues et écartées, claires à pointes noires. 
 C'est une race de gabarit moyen à faible. La vache mesure 130 cm au garrot pour 330 kg et le taureau 135 cm pour 550 kg.

## Aptitudes
C'est une race aujourd'hui exclusivement bouchère, mais qui autrefois fournissait travail et lait. 
Elle est réputée pour sa rusticité. Elle est particulièrement adaptée aux sommets de la cordillère cantabrique en système d'estive. Elle est cantonnée sur les zones trop pauvres pour le cheptel laitier. L'été se déroule en plein air et l'hiver en stabulation. Elle joue un rôle écologique de nettoyage des zones de landes et taillis. La vache vêle au printemps, au moment où la végétation permet de nourrir le veau. Ensuite, elle est capable de supporter une alimentation pauvre et de récupérer ensuite son poids.

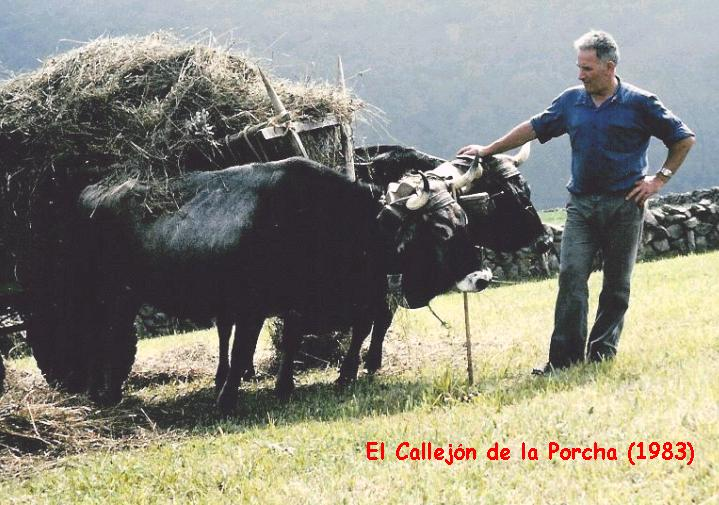
Attelage de vaches lors de la récolte de foin.
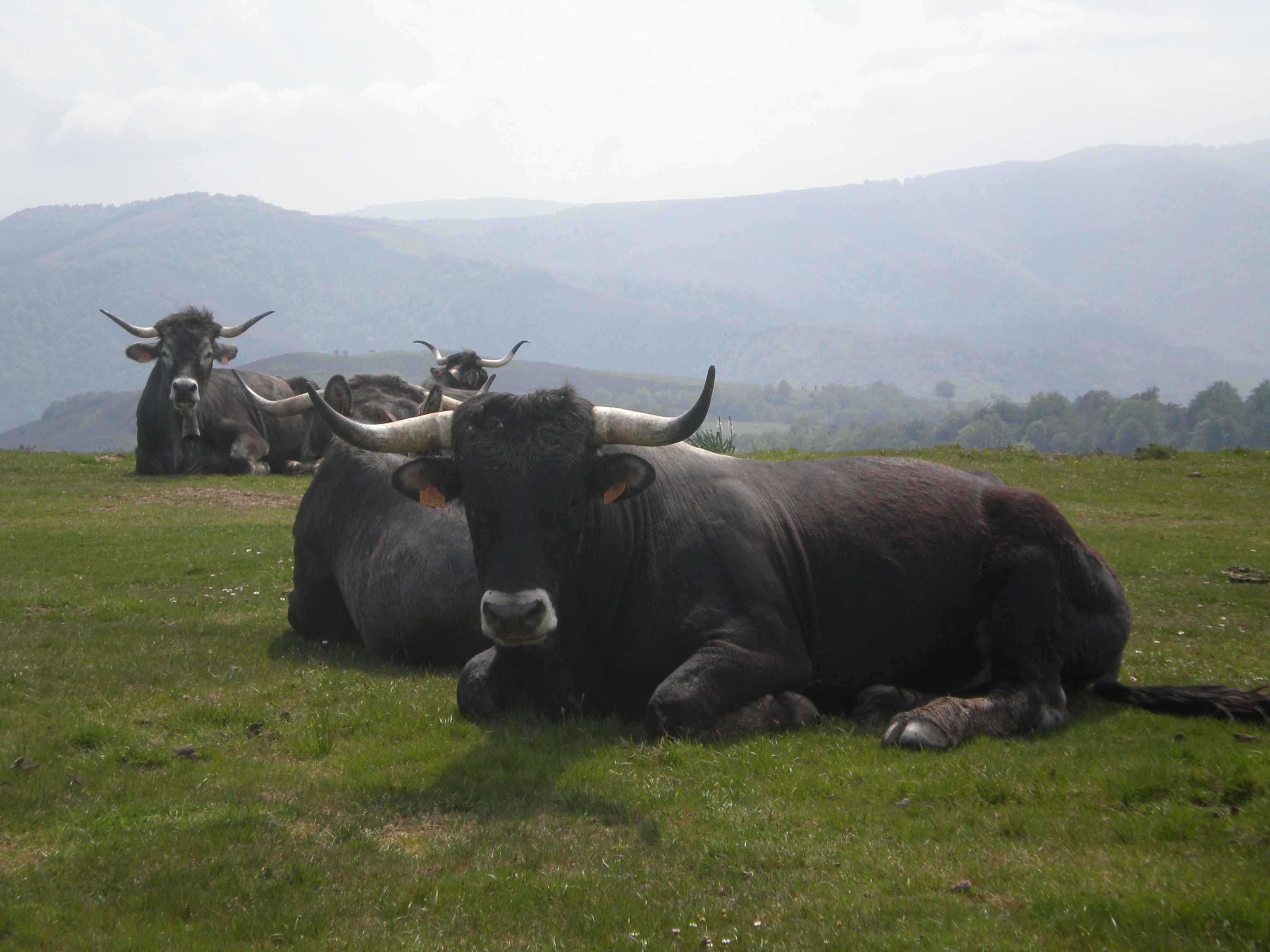
Troupeau tudanca en montagne.
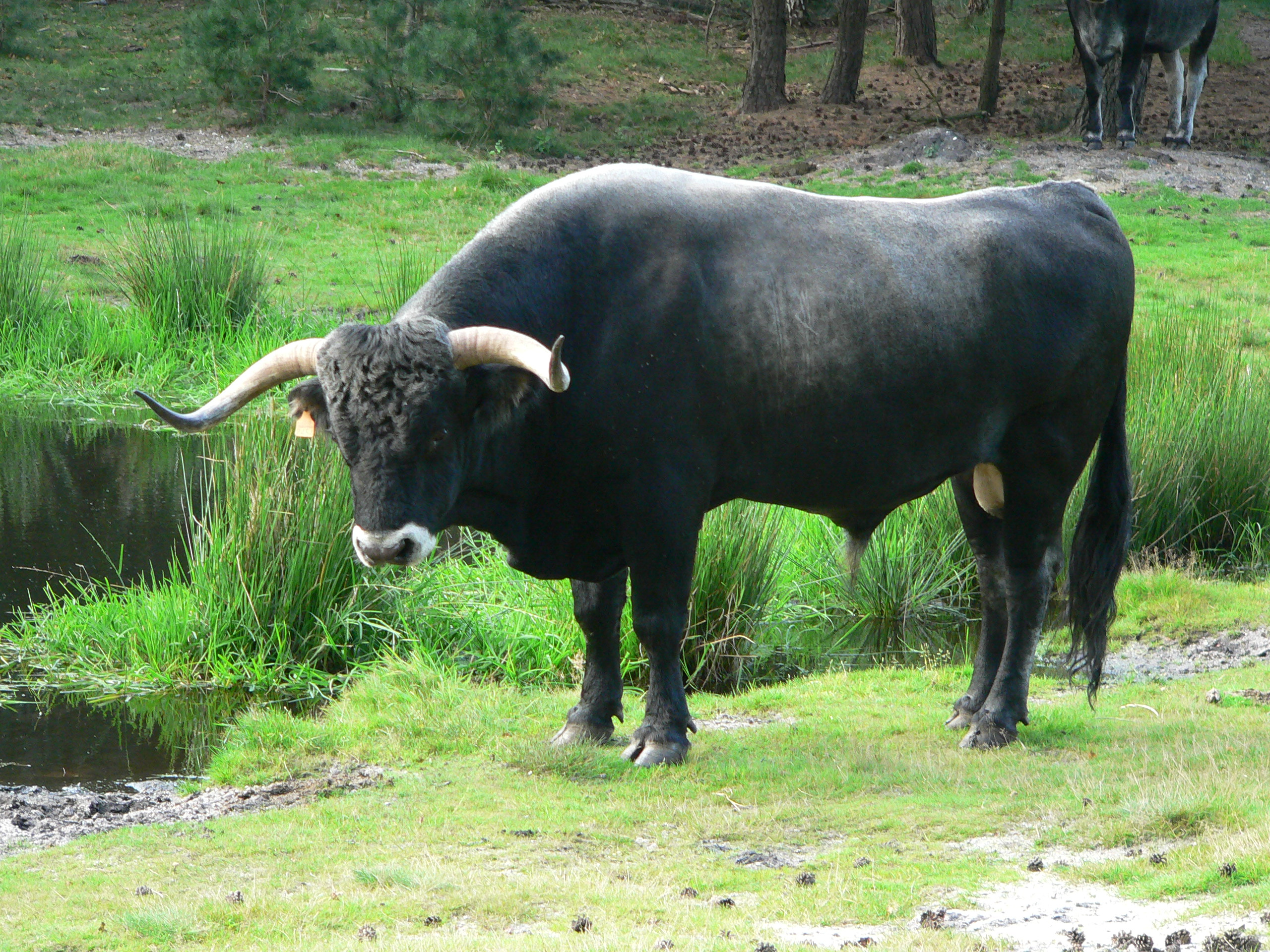
Taureau tudanca a Johannahoeve, Pays-Bas